# Blauer Stein (Blumberg)

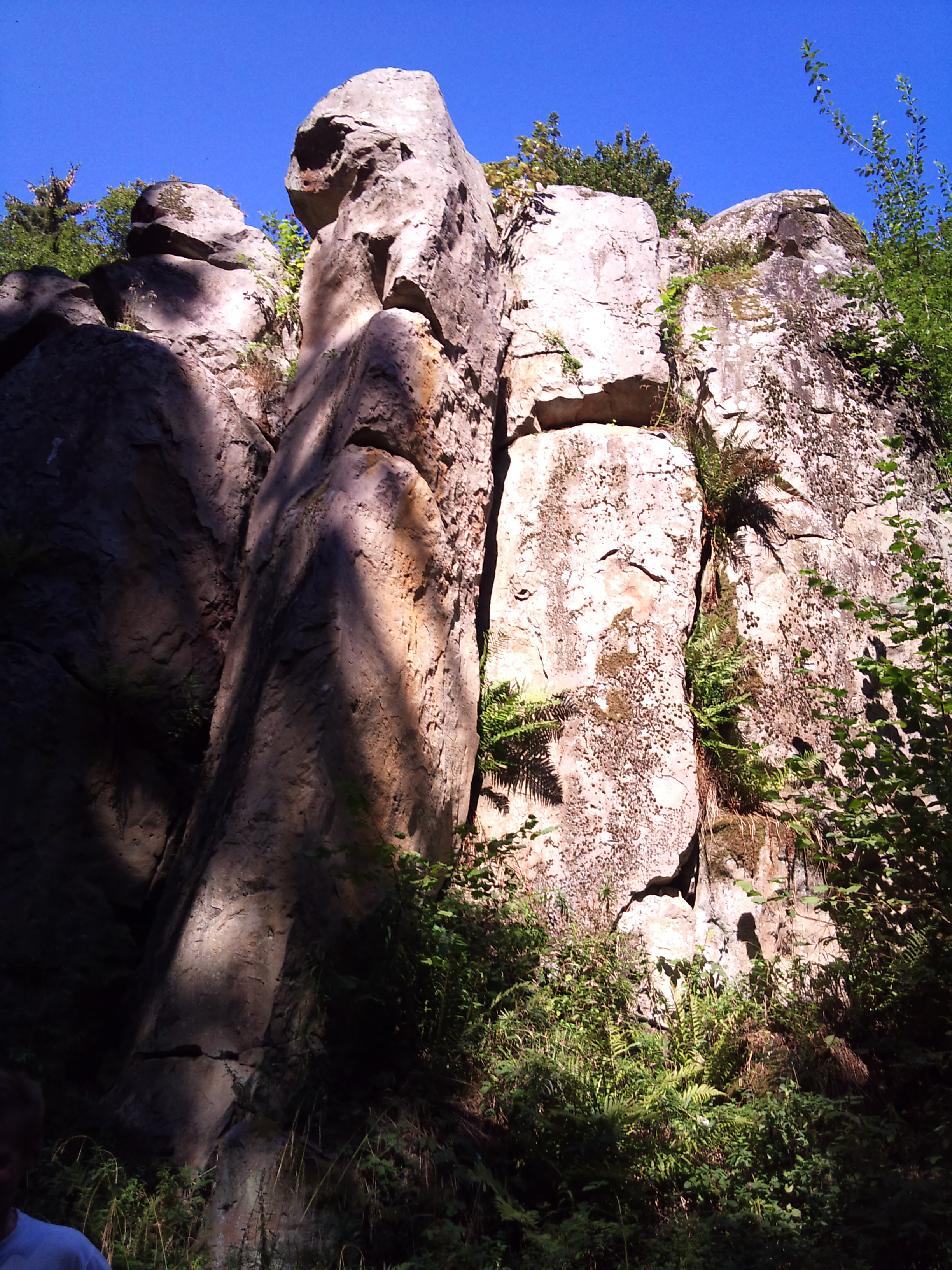
Gesamtansicht des Blauen Steins

Der Blaue Stein ist eine Felsformation nahe der Ortschaft Randen auf rund 836 Metern über Meer. Der Fels ist heute ein geschütztes Naturdenkmal und zusammen mit seiner Umgebung ein beliebtes Naherholungsgebiet für die Stadt Blumberg. Den Namen hat er von der Farbe Anthrazit, das stark an Blau erinnert. Doch durch die Verwitterung wird die äußerste Schicht des Blauen Steins grau-bräunlich verfärbt (siehe Bild unten).

Bergfrischer Blauer Stein (Verfärbung durch Verwitterung gut sichtbar)

## Petrologie
Der Blaue Stein besteht aus einem basaltähnlichen Gestein, das aber der chemischen Zusammensetzung eines Melilithits entspricht. Die Besonderheit dieses Gesteins ist, dass es keine Feldspate, sondern nur Melilith (ein Foid) enthält. Das Gestein ist also quarzuntersättigt, hat also einen zu kleinen Siliciumdioxid-Anteil, um den Basalten zugeordnet zu werden.
Die Olivin-Nephelinite vom Blauen Stein gelten als die westlichsten Vorkommen der Hegau-Vulkanite.
Im Gestein eingeschlossen findet man zahlreiche Bruchstücke des Oberen Erdmantels (Peridotit-Xenolithe). Diese wurden beim raschen Aufstieg des Magmas von der Schmelze im Erdinnern mitgerissen und zum Eruptionsort transportiert.

## Entstehung
Der Blaue Stein ist in der Zeit des Hegau-Vulkanismus entstanden und ist ein typisches Beispiel der Reliefumkehr. Ursprünglich befand sich am heutigen Standort eine Mulde, in welche die flüssige Lava hineinfloss. Beim Erstarren durch die langsam ablaufende Abkühlung entstanden die heute noch sichtbaren bis zu zwölf Meter hohen, hexagonalen Basaltsäulen. Die Basaltsäulen, die nach der Entstehung in der Erde lagen, wurden sichtbar, da das umliegende, weichere Gestein wegerodiert wurde.

## Sonstiges
Über eine immer wieder vermutete Nutzung des Blauen Steins als Kultstätte in prähistorischer Zeit liegen keine archäologischen Erkenntnisse vor. In die Basaltsäulen werden oft Gesichter interpretiert, vor allem bei sehr dichtem Nebel.
Heute sind die Säulen eine Sehenswürdigkeit der Region Blumberg. Nach ihnen wurde der Riedöschinger Fastnachtsverein „Narrenverein Blauer Stein 1973 e. V.“ benannt.